# Dinamarca nos Jogos Olímpicos de Verão da Juventude de 2010
A Dinamarca participou dos Jogos Olímpicos de Verão da Juventude de 2010 em Cingapura. Sua delegação foi composta de 30 atletas que competiram em 11 esportes. O país conquistou um ouro, uma prata e um bronze.

## Medalhistas
| Medalha | Nome | Esporte   | Evento                       | Data         |
| ------- | --- | --------- | ---------------------------- | ------------ |
| Ouro    | Anne Sofie Ernstrøm Mathilde Juncker Camilla Fangel Rikke Iversen Mathilde Bjerregaard Rikke Ebbesen Signe Pedersen Sara Smidemann Amanda Engelhardt Brogaard Cecilie Woller Julie Parkhøi Nicoline Skals Pernille Clausen Camilla Madsen | Handebol  | Torneio Feminino de Handebol | 25 de agosto |
| Prata   | Stina Troest | Atletismo | 400 m com barreiras feminino | 23 de agosto |
| Bronze  | Phuc Cai | Judô      | Até 66 kg masculino          | 21 de agosto |

## Atletismo
| Evento                       | Atleta             | Qualificação | Qualificação | Final     | Final        |
| Evento                       | Atleta             | Resultado    | Posição      | Resultado | Posição      |
| ---------------------------- | ------------------ | ------------ | ------------ | --------- | ------------ |
| Salto em distância masculino | Andreas Trajkovski | 7,56         | 2º           | 7,33      | 5º (Final A) |
| 400 m com barreiras feminino | Stina Troest       | 59.35        | 2º (2º q2)   | 58.88     | [ 5 ]        |

## Badminton
| Evento            | Atleta         | Fase de grupos | Fase de grupos                                | Fase de grupos                              | Fase de grupos                                 | Fase de grupos | Quartas-de-final                      | Semifinais  | Final       | Pos. final |
| Evento            | Atleta         | Grupo          | 1ª rodada                                     | 2ª rodada                                   | 3ª rodada                                      | Pos.           | Quartas-de-final                      | Semifinais  | Final       | Pos. final |
| ----------------- | -------------- | -------------- | --------------------------------------------- | ------------------------------------------- | ---------------------------------------------- | -------------- | ------------------------------------- | ----------- | ----------- | ---------- |
| Simples masculino | Flemming Quach | E              | SWE Mikael Westerbäck V 2-0 (22-20, 21-9)     | THA Pisit Poodchalat D 0-2 (18-21, 15-21)   | JOR Mohammed Qaddoum V 2-0 (21-8, 21-13)       | 2º             | Não avançou                           | Não avançou | Não avançou | --         |
| Simples feminino  | Lene Clausen   | G              | MDV Aishath Afnaan Rasheed V 2-0 (21-2, 21-2) | UGA Bridget Shamim Bangi V 2-0 (21-8, 21-7) | GER Fabienne Deprez V 2-1 (20-22, 21-18, 21-9) | 1º             | VIE Thị Trang Vũ D 0-2 (19-21, 13-21) | Não avançou | Não avançou | --         |

## Canoagem
| Evento                 | Atleta        | Tomada de tempo | Tomada de tempo | 1ª rodada                                  | 2ª rodada (repescagem)                          | Oitavas-de-final                           | Quartas-de-final   | Semi-finais        | Final              | Pos. final |
| Evento                 | Atleta        | Resultado       | Pos.            | Oponente Resultado                         | Oponente Resultado                              | Oponente Resultado                         | Oponente Resultado | Oponente Resultado | Oponente Resultado | Pos. final |
| ---------------------- | ------------- | --------------- | --------------- | ------------------------------------------ | ----------------------------------------------- | ------------------------------------------ | ------------------ | ------------------ | ------------------ | ---------- |
| Velocidade K1 feminino | Ida Villumsen | 1:47.22         | 12º             | UKR Mariya Kichasova D 1:48.65 (bat. 9)    | STP Genanilze Almeida Soares V 1:47.31 (rep. 2) | ESP María Elena Monleón D 1:48.40 (bat. 5) | Não avançou        | Não avançou        | Não avançou        | --         |
| Slalom K1 feminino     | Ida Villumsen | 1:56.17         | 12º             | RUS Natalia Podolskaya D 2:00.81 (bat. 11) | ARG Valentina Barrera V 1:53.86 (rep. 3)        | SLO Ajda Novak D 1:54.23 (bat. 4)          | Não avançou        | Não avançou        | Não avançou        | --         |

## Ciclismo
| Prova                     | Equipe           | Corta-mato | Corta-mato | Contra-relógio | Contra-relógio | BMX  | BMX   | Estrada masculino[n1] | Pontos | Pos. final |
| Prova                     | Equipe           | Fem.       | Masc.      | Fem.           | Masc.          | Fem. | Masc. | Estrada masculino[n1] | Pontos | Pos. final |
| ------------------------- | ---------------- | ---------- | ---------- | -------------- | -------------- | ---- | ----- | --------------------- | ------ | ---------- |
| Equipes mistas combinadas | Magnus Nielsen   |            | 45         |                |                |      |       | 72 - 5 = 67[n2]       | 231    | 7º         |
| Equipes mistas combinadas | Mette Jepsen     | 40         |            | 40             |                | 15   |       |                       | 231    | 7º         |
| Equipes mistas combinadas | Michael Andersen |            |            |                | 7              |      |       | 72                    | 231    | 7º         |
| Equipes mistas combinadas | Niklas Laustsen  |            |            |                |                |      | 17    | 72                    | 231    | 7º         |

↑  Na prova de estrada apenas a melhor pontuação foi considerada.

↑  5 pontos foram deduzidos porque os três ciclistas concluíram a prova de estrada.

## Esgrima
| Evento                       | Atleta                      | Qualificação | Qualificação | Oitavas-de-final                | Quartas-de-final                 | Semifinais         | Final              | Pos. final |
| Evento                       | Atleta                      | Oponente Resultado | Pos.         | Oponente Resultado              | Oponente Resultado               | Oponente Resultado | Oponente Resultado | Pos. final |
| ---------------------------- | --------------------------- | --- | ------------ | ------------------------------- | -------------------------------- | ------------------ | ------------------ | ---------- |
| Florete individual masculino | Alexandros Boeskov-Tsoronis | USA Alexander Massialas D 2-5 HKG Nicholas Edward Choi D 4-5 CZE Alexander Choupenitch D 3-5 TUR Tevfik Burak Babaoglu D 1-5 CUB Redys Prades Rosabal D 3-5 SIN Xian Shi Justin Ong V 5-1 | 11º          | HKG Nicholas Edward Choi V 15-9 | TUR Tevfik Burak Babaoglu D 9-15 | Não avançou        | Não avançou        | 8º         |

## Handebol
Feminino:
| Elenco | Preliminares                                 | Preliminares | Semifinais         | Final              | Pos. final      |
| Elenco | Grupo B                                      | Pos.         | Semifinais         | Final              | Pos. final      |
| --- | -------------------------------------------- | ------------ | ------------------ | ------------------ | --------------- |
| Anne Sofie Ernstroem, Camilla Madsen, Camilla Fangel, Julie Parkhoei, Signe Pedersen, Nicoline Skals, Mathilde Bjerregaard, Pernille Clausen, Mathilde Juncker, Sara Smidemann, Amanda Engelhardt Brogaard, Rikke Ebbesen, Rikke Iversen, Cecilie Woller | AUS Austrália V 41-4 KAZ Cazaquistão V 40-15 | 1º           | BRA Brasil V 30-25 | RUS Rússia V 28-26 | Medalha de ouro |

## Judô
| Evento              | Atleta   | 1ª rodada    | 2ª rodada                     | 2ª rodada repescagem | 3ª rodada repescagem         | Semifinais repescagem       | Final repescagem A                | Disputa pelo bronze A            | Pos. final |
| ------------------- | -------- | ------------ | ----------------------------- | -------------------- | ---------------------------- | --------------------------- | --------------------------------- | -------------------------------- | ---------- |
| Até 66 kg masculino | Phuc Cai | Sem oponente | ARM Davit Ghazaryan D 011-021 | Sem oponente         | MLT Jeremy Saywell V 101-000 | AZE Jalil Jalilov V 010-000 | IRI Farshid Ghasemi Asl V 100-000 | MGL Dulguun Otgonbayar V 100-001 | [ 7 ]      |

| Evento         | Atleta                                     | 1ª rodada    | 2ª rodada              | Semifinais  | Final       | Pos. final |
| -------------- | ------------------------------------------ | ------------ | ---------------------- | ----------- | ----------- | ---------- |
| Equipes mistas | Phuc Cai (como integrante da equipe Chiba) | Sem oponente | ZZX Equipe Essen D 2-5 | Não avançou | Não avançou | 8º         |

## Remo
| Evento                  | Atleta         | Elim.   | Elim.       | Repescagem | Repescagem  | Semifinais | Semifinais   | Final   | Final        |
| Evento                  | Atleta         | Tempo   | Pos.        | Tempo      | Pos.        | Tempo      | Pos.         | Tempo   | Pos.         |
| ----------------------- | -------------- | ------- | ----------- | ---------- | ----------- | ---------- | ------------ | ------- | ------------ |
| Skiff simples masculino | Simon Sørensen | 3:41.55 | 5º (bat. 3) | 3:45.69    | 3º (rep. 4) | 3:48.80    | 4º (sf C/D1) | 3:51.77 | 1º (Final D) |

## Tênis
| Evento           | Atleta    | 1ª rodada                                | 2ª rodada                                | Quartas-de-final   | Semifinais         | Final              | Pos. final |
| Evento           | Atleta    | Oponente Resultado                       | Oponente Resultado                       | Oponente Resultado | Oponente Resultado | Oponente Resultado | Pos. final |
| ---------------- | --------- | ---------------------------------------- | ---------------------------------------- | ------------------ | ------------------ | ------------------ | ---------- |
| Simples feminino | Mai Grage | CAN Katarena Paliivets V 2-0 (6-4 e 6-4) | SVK Jana Čepelová D 1-2 (6-3, 6-7 e 4-6) | Não avançou        | Não avançou        | Não avançou        | --         |

| Evento           | Atleta                       | 1ª rodada                                                     | Quartas-de-final                                          | Semifinais         | Final              | Pos. final |
| Evento           | Atleta                       | Oponente Resultado                                            | Oponente Resultado                                        | Oponente Resultado | Oponente Resultado | Pos. final |
| ---------------- | ---------------------------- | ------------------------------------------------------------- | --------------------------------------------------------- | ------------------ | ------------------ | ---------- |
| Duplas femininas | Mai Grage e BLR Ilona Kremen | CAN Marianne Jodoin/ CAN Katarena Paliivets V 2-0 (6-1 e 7-6) | SVK Jana Čepelová/ SVK Chamtal Škamlová D 0-2 (4-6 e 3-6) | Não avançaram      | Não avançaram      | --         |

## Tiro com arco
| Evento               | Atleta                                              | Qualificatória | Qualificatória | 1ª rodada                                    | Oitavas-de-final                                       | Quartas-de-final   | Semi-finais        | Final              | Pos. final |
| Evento               | Atleta                                              | Resultado      | Pos.           | Oponente Resultado                           | Oponente Resultado                                     | Oponente Resultado | Oponente Resultado | Oponente Resultado | Pos. final |
| -------------------- | --------------------------------------------------- | -------------- | -------------- | -------------------------------------------- | ------------------------------------------------------ | ------------------ | ------------------ | ------------------ | ---------- |
| Individual masculino | Benjamin Hindborg Ipsen                             | 577            | 24º            | AUS Benjamin Nott D 4-6                      | Não avançou                                            | Não avançou        | Não avançou        | Não avançou        | --         |
| Individual feminino  | Nynne Sophie Holdt-Caspersen                        | 602            | 13º            | ESP Miriam Alarcón D 2-6                     | Não avançou                                            | Não avançou        | Não avançou        | Não avançou        | --         |
| Equipes mistas       | Benjamin Hindborg Ipsen e MDA Alexandra Mirca       |                |                | IRI Yasaman Shirian/ EGY Ibrahim Sabry V 6-5 | ITA Gloria Filippi/ BLR Anton Karoukin D 4-6           | Não avançaram      | Não avançaram      | Não avançaram      | --         |
| Equipes mistas       | Nynne Sophie Holdt-Caspersen e FRA Julien Rossignol |                |                | TPE Tan Ya-Ting/ THA Tanapat Harikul V 6-4   | TUR Begunhan Elif Unsal/ SIN Abdud Dayyan Jaffar D 2-6 | Não avançaram      | Não avançaram      | Não avançaram      | --         |

## Vela
| Evento            | Atleta         | Regata | Regata | Regata | Regata | Regata | Regata | Regata | Regata | Regata | Regata | Regata | Regata | Total | Posição |
| Evento            | Atleta         | 1      | 2      | 3      | 4      | 5      | 6      | 7      | 8      | 9      | 10     | 11     | M      | Total | Posição |
| ----------------- | -------------- | ------ | ------ | ------ | ------ | ------ | ------ | ------ | ------ | ------ | ------ | ------ | ------ | ----- | ------- |
| Byte CII feminino | Celine Carlsen | 7      | 9      | 1      | 13     | 2      | 2      | 14     | 4      | 16     | 9      | 6      | 5      | 58    | 4º      |

Notas:
- M – Regata da Medalha
- OCS – On the Course Side of the starting line
- DSQ – Disqualified (Desclassificado)
- DNF – Did Not Finish (Não completou)
- DNS – Did Not Start (Não largou)
- BFD – Black Flag Disqualification (Desclassificado por bandeira preta)
- RAF – Retired after Finishing (Retirou-se após completar a prova)